# 오이케역
오이케역(일본어: 大池駅, おおいけえき)은 일본 효고현 고베시 기타구에 있는 고베 전철 아리마 선의 역이다. 역 번호는 KB12이다. 해발 350m이다.

## 역사
- 1928년 11월 28일: 고베 아리마 전기철도의 개통으로 영업 개시.
- 1947년 1월 9일: 고베 아리마 전기철도와 미키 전기철도가 회사 합병하여 신아리미키 전기철도의 역이 됨.

## 역 구조
상대식 승강장 2면 2선의 지평역이다. 역사는 상행 승강장 측 신카이치 쪽에 있고, 하행 승강장은 구내 건널목에서 연결된다.
연선 광 네트워크에 접속된 역무 원격 시스템이 도입되었지만, 역사에는 구내 매점이 있어 매점 스태프가 일부 역 업무를 담당하고 있다.

### 승강장
| 역사측 | ■ 아리마 선(상행) | 다니가미・스즈란다이・미나토가와・신카이치 방면 |
| 반대측 | ■ 아리마 선(하행) | 아리마구치・아리마온센・요코야마・산다 방면     |

## 역 주변
주변은 전쟁 전에 개발이 시작된 주택가이다. 2013년경부터 2017년까지 도로 확장에 따라 역전 재개발이 시행되었다.
- 택시 승강장(역 남쪽 신테쓰 택시)
- 효고 지방 도로 15호 고베미타 선
- 고베 오이케 우체국
- 훼미리마트 고베 오이케 역점(나다 택시 승강장 병설)

## 인접역
| 고베 전철 아리마 선         | 고베 전철 아리마 선 | 고베 전철 아리마 선                   |
| --------------------------- | ------------------- | ------------------------------------- |
| KB10 다니가미 신카이치 방면 | ■ 급행              | 가라토다이 KB14 산다・아리마온센 방면 |
| KB11 하나야마 신카이치 방면 | ■ 준급 ■ 보통       | 신테쓰롯코 KB13 산다・아리마온센 방면 |